# سانت إلينا سانيتا
سانت إلينا سانيتا هي بلدية في مقاطعة إزرنية في منطقة مليزة بجنوب إيطاليا، وتقع على بعد حوالي 15 كيلومتر (9 ميل) غرب كمبباسة وحوالي 20 كيلومتر (12 ميل) شرق إزرنية. كانت المستوطنة في السابق مأهولة من قبل مجتمع Arbëreshë، الذين اندمجوا منذ ذلك الحين.